# Melochia illicioides
Melochia illicioides är en malvaväxtart som beskrevs av Karl Moritz Schumann. Melochia illicioides ingår i släktet Melochia och familjen malvaväxter. Inga underarter finns listade i Catalogue of Life.